# ذبيبينة ناعمة

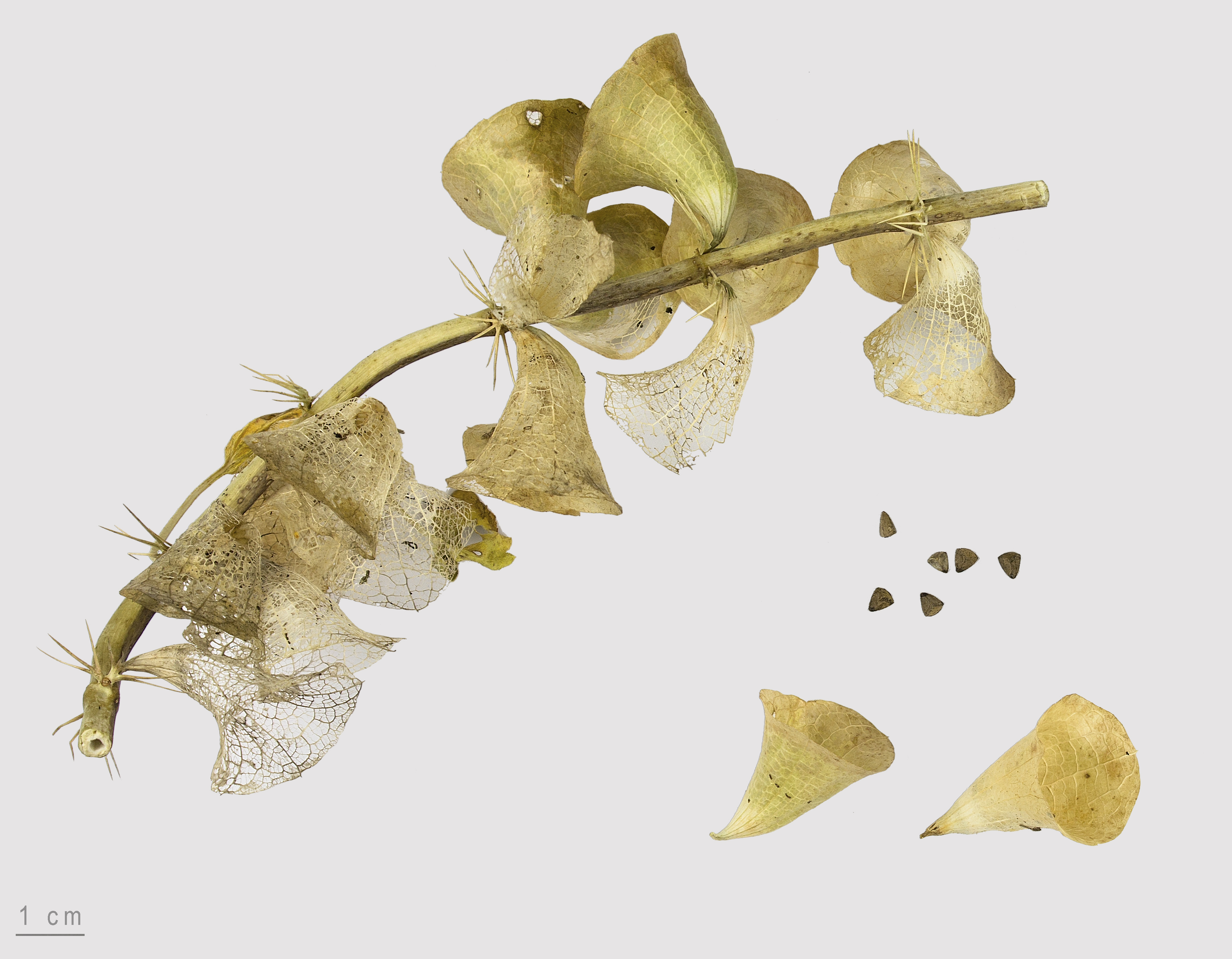
Moluccella laevis

ذبيبينة ناعمة أو ذبيبنة أو أجراس إيرلندا (الاسم العلمي:Moluccella laevis) (بالإنجليزية: Bells of Ireland)‏ هي نوع من النباتات يتبع جنس الذبيبينة من الفصيلة الشفوية.